# Serra de Prada
La Serra de Prada és una serra situada al municipi de Cabó a la comarca de l'Alt Urgell, amb una elevació màxima de 1.791 metres.